# Rio Piqueri
 (août 2014).
 (août 2014).
Si vous disposez d'ouvrages ou d'articles de référence ou si vous connaissez des sites web de qualité traitant du thème abordé ici, merci de compléter l'article en donnant les références utiles à sa vérifiabilité et en les liant à la section « Notes et références ».
Le rio Piqueri est une rivière brésilienne de l'État de Mato Grosso. C'est un des principaux affluents du rio Cuiabá auquel il donne ses eaux en rive gauche. C'est donc un sous-affluent du fleuve Paraná par le rio Cuiabá puis par le río Paraguay.

## Géographie
Le rio Piqueri a une longueur approximative de 400 kilomètres.
Il naît à l'extrémité sud-est de l'État de Mato Grosso, dans la commune 
d'Alto Garças. Son cours est globalement orienté de l'est-nord-est vers l'ouest-sud-ouest.
Dans son cours inférieur, il matérialise la frontière entre les États du Mato Grosso et de Mato Grosso do Sul, en amont de la portion du rio Cuiabá qui exerce la même fonction.
Il se jette dans le Cuiabá en rive gauche au niveau de la localité de Porto São Jose Velho, une bonne cinquantaine de kilomètres en amont de la station hydrologique de Porto Alegre (du Cuiabá).
Tout comme ses voisins, les rios Cuiabá, São Lourenço et Taquari, le rio Piqueri est, dans son cours inférieur, une rivière typique du Pantanal qu'il contribue à drainer.

## Navigabilité
Le rio Piqueri est navigable uniquement en période de hautes eaux, et ce jusqu'à la localité d'Itiquira à 215 km de son embouchure. 

## Hydrométrie - les débits mensuels à São Jeronimo
Le débit de la rivière a été observé pendant 10 ans (1968-1978) à São Jeronimo, localité située à plus ou moins 160 kilomètres de son confluent avec le rio Cuiabá 
. 
Le débit annuel moyen ou module observé à São Jeronimo durant cette période a été de 191 m3/s pour une surface drainée de quelque 27 150 km2.
La lame d'eau écoulée dans cette partie du bassin versant atteint ainsi le chiffre de 222 millimètres par an, ce qui peut être considéré comme modéré.
Rivière typique du Pantanal, le rio Piqueri est un cours d'eau très régulier. Il conserve en toutes saisons un débit fort appréciable. 
Sur la durée d'observation de 10 ans, le débit mensuel maximum observé a été de 569 m3/s (en janvier), tandis que le débit mensuel minimum se montait à 74 m3/s (en septembre), ce qui restait très confortable.